# パパラブ〜パパとイチャエロしたい娘達と一つ屋根の下で〜
『パパ♥ラブ〜パパとイチャエロしたい娘達と一つ屋根の下で〜』（パパラブ パパとイチャエロしたいむすめたちとひとつやねのしたで）は、有限会社ブルーゲイルのアダルトゲームブランド『BLUE GALE』から2011年12月16日に発売されたアダルトゲーム。
2012年から2013年にかけてアダルトアニメ化され、PoROから発売された。

## あらすじ
木崎春樹は妻と4人の娘たちに囲まれて家庭円満な日々を過ごしていたが、ある日突然妻・紗枝から別居を告げられ家を出て行ってしまう。愛する妻と、心配して付いていった次女・瀬苗と四女・奏実が家を出て行き落胆する春樹を尻目に、普段から父親を異性として意識していた娘たちは春樹と一層親密になるため、色々とアプローチしてきたのである。かくして父親と娘達との倫理と理性に揺れ動く日常がはじまった。

## 登場キャラクター
木崎春樹（きざき はるき）
主人公。39歳。木崎家家長で娘達の通う学園で教師をしており、生徒思いの教師として周囲から人気がある。美しい妻と娘達に恵まれ家庭円満な日々を過ごしていたが、突如妻・紗枝の別居宣言で家を出て行ったためショックを隠せないでいて、その上娘達の積極的なアプローチを受けて、理性と煩悩に揺れ動く毎日を過ごす事となった。
性欲が人一倍盛んであり、紗枝とは結婚から十数年経った現在でもほぼ毎日夜の営みをするほどで、そのため性技もかなりのもの。
木崎紗枝（きざき さえ）
声：水無月ふみ
木崎家主婦。39歳。春樹とは高校時代からの恋愛で結婚をし、企業のキャリアウーマンで多忙ながらも一家を支えてきた良妻賢母。その美貌とスタイルと人当たりの良い性格でご近所の評判も高く、今まで春樹とも大きな揉め事もなく平穏な日々を過ごしていたが、とある出来事がきっかけで別居を申し出て家を出て行った。
木崎彩芽（きざき あやめ）
声：佐藤遼佳
木崎家長女。学園三年生。奏実には劣るものの家事全般ができ、真面目で明るい性格で学園で人気があり、紗枝譲りの美貌とスタイルの良さから時々男子生徒から告白を受ける事があるが、「お父さん一筋!」と断言できるほどパパ激ラブであり、告白をことごとく断っている。
今回の紗枝の別居を機に父・春樹と密接な関係になろうと目論み、あわよくば春樹と既成事実を作って自分のモノにしようと目論んでいる。
木崎瀬苗（きざき せな）
声：結衣菜
木崎家次女。学園三年生。彩芽の双子の妹で、顔は奏実に劣るものの整った顔立ちをしており、木崎家で一番のプロポーションをしており、所属しているチアガール部でスタイルが一層際立つため男子生徒の人気が高い。春樹を「おとー」と呼んでいる。家事が全然ダメ。ファーストフード店でバイトをしている。下ネタが好きだが、自分がらみになると恥ずかしがって逃げ出す。
今回の別居では紗枝に付いて共に別居し、事の有様を面白がって傍観している傍ら、春樹の事も多少心配で時々家に戻ってきている。
木崎氷華（きざき ひょうか）
声：氷室百合
木崎家三女。学園二年生。春樹と紗枝を足して2で割ったような顔立ちをしており、家事が苦手でスタイルも四姉妹の中で一番胸が小さいが、成績の方は姉妹の中で彩芽の次に優秀で、同学年で成績は上位に入っている。春樹に対して普段は冷たい態度を取っており、時には口より手が先に出ているが、時には照れたりするツンデレ。
今回の別居では客観的に傍観しているが、内心では落胆している春樹を何とかしてやろうと彩芽と一緒に居る事にした。
木崎奏実（きざき かなみ）
声：篠原ゆみ
木崎家四女。学園一年生。仕事で多忙な母・紗枝に代わり家事全般をしてきた木崎家の「第二の母」的存在。姉妹の中では彩芽に続く美貌を持ち、スタイルも良いため時々同学年の男子生徒の告白を受けているが、彩芽に負けず劣らずのパパ好きであり、春樹と天秤をかけては断っている。
今回の別居では紗枝が心配で付いていっているが、春樹の事も心配で時々様子を見に家に戻ってくる。

## 製作スタッフ
- 原画：ネミタロウ
- シナリオ：里井捧・白黒ねこ